# Schamschula György
Schamschula György (Fót, 1944. augusztus 20. –) magyar közgazdász, jogász, politikus, 1990 és 1998 között országgyűlési képviselő, 1991-től 1993-ig a Munkaügyi Minisztérium politikai államtitkára, 1993 és 1994 között közlekedési, hírközlési és vízügyi miniszter.

## Családja és származása
Schamschula György 1944-ben született a Pest-Pilis-Solt-Kiskun vármegyei Fóton római katolikus polgári családban, Schamschula György (1903–1973) mezőgazdasági mérnök, főmérnök és tótváradjai Kornis Lívia (1914–1948) fiaként. A morvaországi Mähren tartományából származó Schamschula család az 1848-49-es szabadságharc után telepedett le Magyarországon. Az apai nagyszülei Schamschula Rezső gyalogsági tábornok és  erzsébetvárosi Lázár Ilona (1883–1960) voltak. Az anyai nagyszülei tótváradjai Korniss Géza (1888–1961), Békés vármegye aljegyzője, szolgabíró, közigazgatási- és kultúrtanácsnok és Neumann Margit voltak. Schamschula Rezső 1918. január 9-én IV. Károly magyar királytól magyar nemességet, valamint a "simontornyai" nemesi előnevet szerezte meg adományban. Anyai ágon Lázár Vilmos aradi vértanúval rokonságban állt.

## Élete
Általános iskolai tanulmányait Budapesten végezte, 1962-ben érettségizett a Pannonhalmi Bencés Gimnáziumban. Egy osztálytársaival tartott 1956-os forradalomra való megemlékezés miatt nem vették fel egyetemre, csak az 1963-as amnesztiát követően tanulhatott tovább a Marx Károly Közgazdaságtudományi Egyetemen. Rövid ideig tagja volt a KISZ-nek, de a Szabad Európa Rádió nyilvános hallgatása miatt kizárták. Gyakornokként egy évig Ausztriában dolgozott, majd hazatérve 1968-ban szerzett diplomát.
1974-ig az Országos Kőolaj- és Gázipari Tröszt csoportvezetője volt, majd a Fővárosi Vízműveknél dolgozott. 1975-ben levelező tagozaton szerzett jogász diplomát a József Attila Tudományegyetem Állam- és Jogtudományi Karán. A Fővárosi Kéményseprő és Tüzeléstechnikai Szolgáltató Vállalat munkatársa lett, 1983-ban gazdasági igazgatóhelyettesnek nevezték ki. 1987 és 1990 között a Transfix Tüzeléstechnikai Kft. ügyvezető igazgatója, 1989-től 1991-ig a Fórum Kereskedelmi, Szolgáltató és Kiadói Rt. igazgatósági tagja, valamint 1990 és 1991 között a Hunturist Vadgazdálkodási Rt. felügyelőbizottsági tagja volt. Az Országos Magyar Vadászati Védegylet tagja.
A rendszerváltás idején Kőszeg Ferenc és Kis János révén kapcsolódott be az ellenzéki mozgalmakba, a Beszélő egyik anyagi támogatója volt. 1988-ban a Magyar Demokrata Fórum tagja, valamint a párt V. kerületi elnökségének és országos választmányának is tagja lett. 1990 januárjától Antall József MDF-elnök gazdasági tanácsadója volt. Az 1990-es országgyűlési választásokon Budapest 7. sz. választókerületéből szerzett mandátumot. Az Országgyűlés költségvetési, adó- és pénzügyi bizottságának, valamint a nyomtatott és elektronikus sajtó privatizációs eljárásait vizsgáló ideiglenes bizottságának munkájában vett részt.
1991 januárjától a Kiss Gyula által vezetett Munkaügyi Minisztérium politikai államtitkára volt, itt a munkanélküliség pénzügyi ellátási hátterének kidolgozását vezette. Siklós Csaba lemondását követően, 1993 februárjában az Antall-kormány közlekedési, hírközlési és vízügyi miniszterévé nevezték ki, tisztségét a Boross-kormányban is megtartotta. Nevéhez fűződik több mobiltelefon-koncesszió megkötése és a Matáv részleges privatizációja. Az 1994-es kampányban több alkalommal néhány kilométer hosszúságú félkész autópálya-szakaszokat adott át ünnepi külsőségek között, ezért sok bírálat érte. 1994 februárjában az MDF országos elnökségének tagjává választották.
Az 1994-es országgyűlési választásokon az MDF országos listájáról került a parlamentbe, ahol a számvevőszéki bizottság alelnöke és a gazdasági bizottság tagja lett. Részt vett a kisgazdapártra építő nemzeti, konzervatív erők összefogásán dolgozó Nemzeti Szövetség létrehozásában, melynek 1995-ben elnökségi tagja lett. A párt megújulásának elmaradása miatt 1996 januárjában kilépett az MDF-ből és a párt frakciójából, ezután független képviselő lett, bizottsági tagságai megszűntek.
1996 őszén egy hónapig az FKgP frakciójának tagja és frakcióvezető-helyettese volt, azonban miután kiderült, hogy még miniszterként 1993-ban sikerdíjat fizetett ki a GSM-tendert lebonyolító Technoimpex Rt.-nek, kizárták a frakcióból és függetlenként politizált tovább. Az 1998-as országgyűlési választáson a Kereszténydemokrata Néppárt jelöltjeként indult MIskolcon, de nem szerzett mandátumot.
1971-ben vette feleségül Barabás Gizella üzemgazdászt, két gyermekük született. Fia, ifj. Schamschula György 2018-tól 2022. szeptemberéig volt a Magyar Posta Zrt. vezérigazgatója.

## Művei
- Magyarország 2000-ig. A felemelkedés útjai és üzenetei; fotó Nagy András, Patyi Árpád; Kráter Műhely Egyesület, Budapest, 1994